# Рибітви (Великопольське воєводство)
Рибітви (пол. Rybitwy) — село в Польщі, у гміні Лубово Гнезненського повіту Великопольського воєводства.
Населення — 134 особи (2011).
У 1975-1998 роках село належало до Познанського воєводства.

## Демографія
Демографічна структура станом на 31 березня 2011 року:
|          | Загалом | Допрацездатний вік | Працездатний вік | Постпрацездатний вік |
| -------- | ------- | ------------------ | ---------------- | -------------------- |
| Чоловіки | 60      | 16                 | 38               | 6                    |
| Жінки    | 74      | 17                 | 48               | 9                    |
| Разом    | 134     | 33                 | 86               | 15                   |